# Atyriodes guiriana
Atyriodes guiriana är en fjärilsart som beskrevs av Louis Beethoven Prout 1938. Atyriodes guiriana ingår i släktet Atyriodes och familjen mätare. Inga underarter finns listade i Catalogue of Life.